# Голодомор. Україна, XX століття
«Голодомор. Україна, ХХ століття» — український документальний серіал про окремі історії Голодомору в Україні. Збірка вибраних фільмів про страшну трагедію України.